# Hypericum augustinii
Hypericum augustinii är en johannesörtsväxtart som beskrevs av N. Robson. Hypericum augustinii ingår i släktet johannesörter, och familjen johannesörtsväxter. Inga underarter finns listade i Catalogue of Life.